# Bassacutena (Tempio Pausania)
Bassacutena is een plaats (frazione) in de Italiaanse gemeente Tempio Pausania.